# خلم (دهن)
الخِلْم هو الدهن الصلب الخام من لحم البقر أو لحم الضأن الموجود حول الخواصر والكلى.